# Витостовицкий замок
Витостовицкий замок (пол. Zamek w Witostowicach, нем. Schloss Schönjohnsdorf) — замок на воде, построенный в первой половине XIV века в селе Витостовице в гмине Зембице Зомбковицкого повята Нижнесилезского воеводства в Польше.

## История

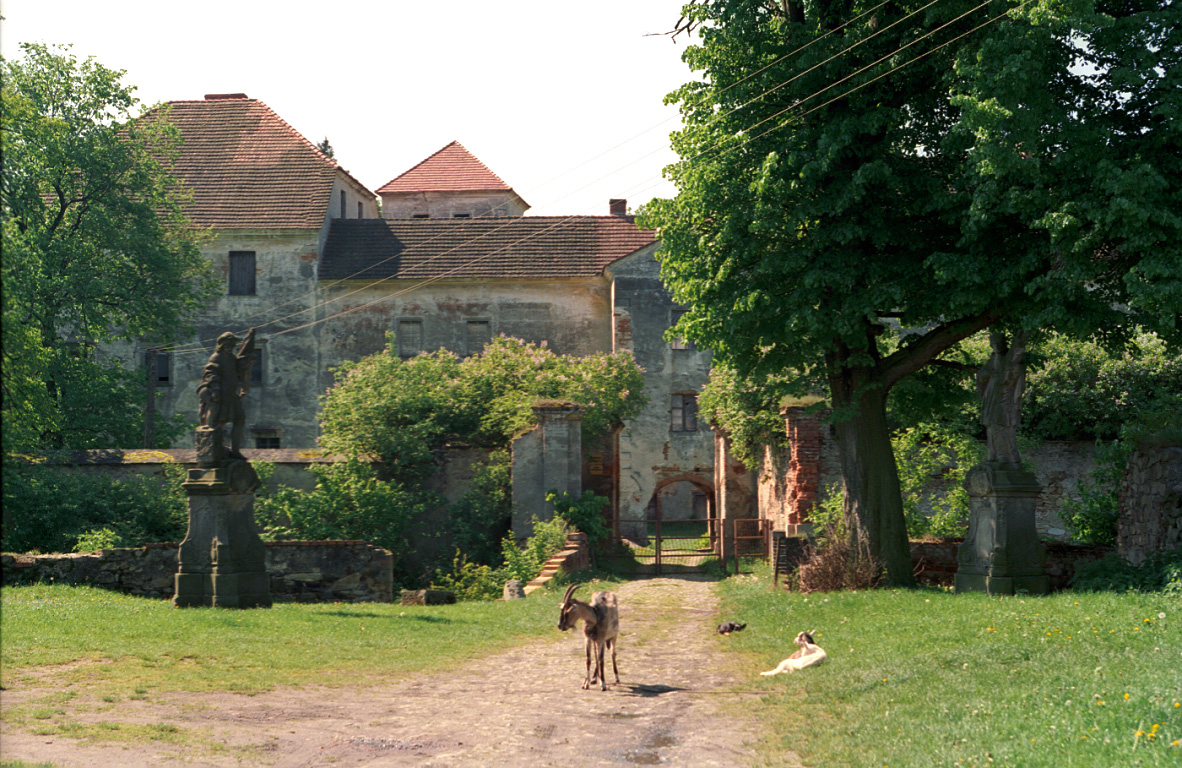
Вход в замок

Первоначально замок состоял из жилого дома, часовни, башни, хозяйственных построек и был окружен стенами и рвом. Замок несколько раз перестраивали в XVI и XVII веках. В результате он получил в основе правильную форму, близкую к квадрату. Внутри замка расположены жилые и хозяйственные постройки, состоящие из трех крыльев, окруженных рвом. С четвертой стороны двор замка замыкает куртиновая стена, которую с обоих концов завершают круглые башни. К замку прилегает парк, окруженный стенами. Замок имеет двойной ров: внешний и внутренний, которые разделены земляным валом с бастеями. На партере среднего крыла замка находится отреставрированная ренессансная замковая часовня.